# Râul Săliște, Craiova
Râul Săliște este un curs de apă, afluent al râului Craiova. 

## Hărți
- Harta Județului Caraș-Severin
- Harta munții Semenic  Arhivat în 4 martie 2016, la Wayback Machine.